# Le Soldat fanfaron

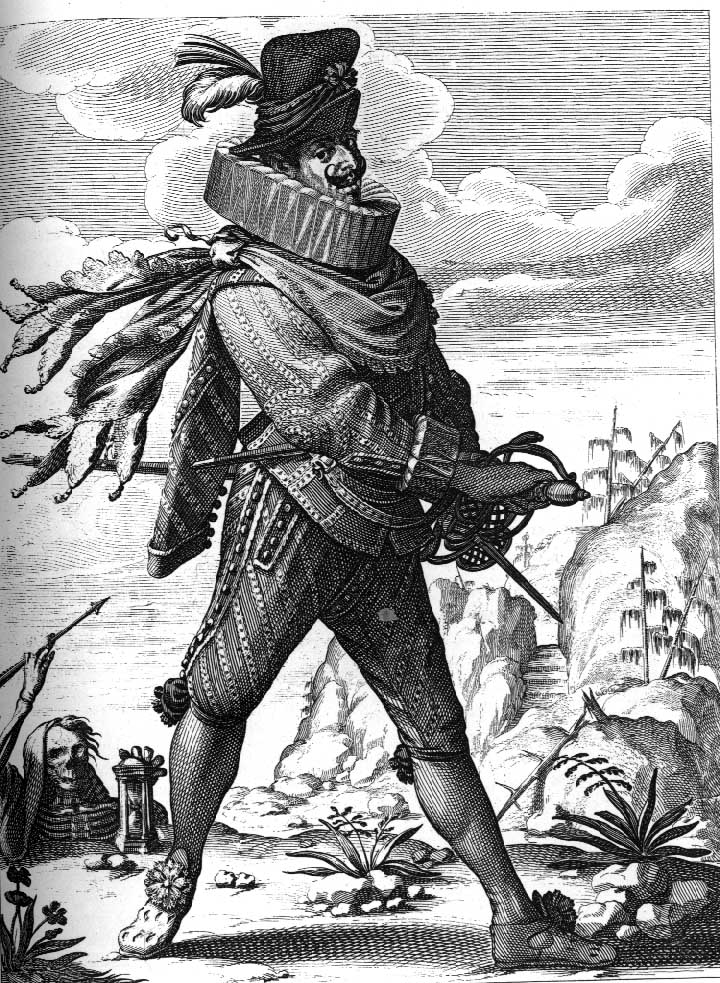
Le Capitan - Gravure du XVIIe siècle.

Le Soldat fanfaron (Miles gloriosus en latin) est la plus longue comédie de Plaute (1437 vers). Adaptée d'une pièce grecque, la comédie de Plaute met en scène un soldat vaniteux prompt à s'attribuer des exploits guerriers imaginaires, qui a donné naissance à un type de personnage récurrent dans le théâtre comique aux époques suivantes.

## Argument
Pyrgopolinice (en grec ancien Πυργοπολυνείκης / Purgopoluneíkês), mercenaire vaniteux, hâbleur et lubrique, a enlevé l'amante du jeune Pleusiclès. Palestrion, ancien esclave de Pleusiclès passé au service du soldat, élabore un stratagème pour châtier Pyrgopolinice et permettre aux deux amants de se réunir.

## Traductions et adaptations
Le Miles Gloriosus a été traduit et adapté en français par le poète Jean-Antoine de Baïf en 1567 sous le titre Le Brave, et représenté devant la cour de Charles IX ; il s'agit d'une des premières comédies régulières en français.

## Postérité du personnage dumiles gloriosus
D'une manière plus générale, l'expression « Miles gloriosus » ou « soldat fanfaron » désigne un personnage type de la littérature, en particulier de la comédie : le soldat se vantant d'exploits qu'il n'a pas accomplis. C'est l’alazon (en grec ancien ἀλαζών / alazốn) de la comédie grecque dont Plaute s'inspire ouvertement.
Dans les pièces ultérieures, l'on peut penser au Capitan de la commedia dell'arte, à Chasteaufort dans Le Pédant joué de Cyrano de Bergerac, et à Matamore dans L'Illusion comique de Corneille.
Dans La Table d'or de Michael Maier (Symbola aureae mensae duodecim nationum), publié en 1617, l'ennemi de l'alchimie, présomptueux ridiculisé tout au long de l'ouvrage, porte le nom Pyrgopolynice.
Dans les Septièmes réponses des Méditations métaphysiques, Descartes se moque de son contradicteur le père Bourdin en le comparant à Pyrgopolinice.